# Cantonul Clamart
Cantonul Clamart este un canton din arondismentul Antony, departamentul Hauts-de-Seine, regiunea Île-de-France, Franța.

## Comune
| Comune                   | Populație (1999) | Cod poștal | Cod INSEE |
| ------------------------ | ---------------- | ---------- | --------- |
| Clamart, commune entière | 51.407           | 92.140     | 92 023    |
| Vanves, commune entière  | 27.367           | 92.170     | 92 075    |